# Provincia di Rioja
La provincia di Rioja è una provincia del Perù, situata nella regione di San Martín.

## Geografia antropica

### Suddivisioni amministrative
È divisa in nove distretti:
- Awajún
- Elías Soplín Vargas
- Nueva Cajamarca
- Pardo Miguel
- Posic
- Rioja
- San Fernando
- Yorongos
- Yuracyacu